# Software Package Data Exchange
Software Package Data Exchange（SPDX）は、Linux Foundationの傘下のプロジェクトである。SPDXプロジェクトは、組織がソフトウェアライセンスやBill of materials（BOM、部品表、ソフトウェア構成表ともいう）に関するメタデータのオープンスタンダードを策定し、関連するフォーマットなどを円滑に利用するためのSPDX のオンラインツールなども整備している。 
この仕様・規格の現在のバージョンは2.2で、2022年8月に承認された。またこのSPDXフォーマットの仕様はISO/IEC 5962:2021として 2021年に国際標準化された。 
SPDXは、ソフトウェアがライセンスを曖昧さなく判別できるようにSPDX-Identifierを定義している。また、ライセンスをタイプ別に分類しようとはしておらず、たとえば、BSDライセンスと同様の用語を使用したライセンスを「BSD-like」として説明したりはしない。 
なお、Bill of materials のフォーマットには、CycloneDXなど SPDX以外のフォーマットも存在する。  

## SPDX フォーマット
SPDX v2.2 では次のフォーマットがある。これらのフォーマットは SPDX のオンラインツールで検証でき、また互いのフォーマットに変換できる。
- Tag
- RDF/XML
- Spreadsheet(XLX/XLSX)
- JSON
- XML
- YAML

また、SPDX フォーマットは項目が多すぎるとの観点から、軽量フォーマットとして SPDXフォーマットのサブセットとして SPDX Lite がある。

## SPDX-Identifier
各ライセンスは、「Mozilla Public License 2.0」などの完全な名前と、それに対する「MPL-2.0」などの短い識別子(SPDX-Identifier)で識別される。デュアルライセンスやマルチライセンスは、演算子ANDとOR、およびグループ化(と)を組み合わせて表現することができる。 
たとえば、(Apache-2.0 OR MIT)は、Apache-2.0（Apache License）またはMIT（MITライセンス）から選択できることを意味する。一方、(Apache-2.0 AND MIT)は、両方のライセンスが適用されることを意味する。 
ライセンスのGNUファミリ（たとえば、GNU General Public License 2.0）には、組み込みのライセンスの新しいバージョンを選択することもできる。これは、SPDXでの表現GPL-2.0が「厳密にGPLバージョン2.0」を意味するのか、「GPLバージョン2.0またはそれ以降のバージョン」を意味するのかが明確でない場合があったためである。そのため、SPDXライセンスリストのバージョン3.0以降、ライセンスのGNUファミリには新しい名前が付けられている。GPL-2.0-onlyは「正確にバージョン2.0のみ」を意味し、GPL-2.0-or-laterは「GPLバージョン2.0以降のバージョン」を意味する。 
2020年に、欧州委員会は、50を超えるライセンスの選択と比較を可能にする、Joinup Licensing Assistantを発行し、SPDX識別子と全文にアクセスできるようにしている。 
SPDX-Identifier は SPDX のライセンスリストとして公開されている。

### 廃止されたSPDX-Identifier
SPDX License Identifier には 廃止(deprecated) になったものもある。例えば、「+」演算子があり、これをライセンスに適用すると、同じライセンスの将来のバージョンも適用されることを意味していた。GPL-1.0+ のような SPDX License Identifier は v2.0rc で廃止になっている。

### SPDX-Identifier の使用
SPDX-Identifier はライセンスのIDとしてSPDXプロジェクト以外でも使用されている。
- オープンソースのライセンススキャナの Fossologyには、 SPDX-License-Identifier向けのプラグイン[16]がある。
- Cyclone DX ではライセンスのIDとして採用されている[17]。
- オープンソースライセンスの要約を表示する tldrlegal ではライセンス名と同時にSPDX-License-Identifierも表示されている。[18]
- Rust (プログラミング言語) では パッケージ(クレート)を管理する Cargo.toml ファイルでそのクレートのライセンスに SPDX License Identifierを使用[19]する。